# Journal of Zoology
Journal of Zoology («Журнал зоологии») — один из старейших в мире английский научный журнал, печатающий статьи по проблемам зоологии и всестороннему исследованию животных. Основан в 1830 году.

## История
Журнал основан в 1830 году Зоологическим обществом Лондона и в настоящее время публикуется издательством Blackwell Publishing. 
- с 1833 года он известен как Proceedings of the Zoological Society of London, ISSN 0370-2774.
- в 1965 - 1984 выходил под названием Journal of zoology: proceedings of the Zoological Society of London, ISSN 0022-5460
- в январе 2010 года опубликован 280-й том.

Журнал Journal of Zoology в 2009 году вошёл в список DBIO 100 наиболее влиятельных биологических и медицинских журналов мира за последние 100 лет.

## ISSN
- ISSN 0952-8369 (print)
- ISSN 1469-7998 (web)